# Otello Gaddi
Otello Gaddi (San Felice sul Panaro, 6 dicembre 1901 – Milano, 1978) è stato un militare italiano, combattente della grande guerra e ufficiale della Milizia Volontaria per la Sicurezza Nazionale.

## Biografia
Gaddi aderì al PNF il 4 aprile 1921 ed entrò nella MVSN nel 1923 prestando servizio nella provincia di Vicenza. Prese parte alla guerra di Spagna dove il 13 marzo 1937 per un'azione presso Brihuega fu decorato con la croce di guerra. Tra il 20 e il 21 marzo 1938 presso Valdealgorfa nonostante fosse stato ferito durante una controffensiva nemica rifiutò di abbandonare il reparto venendo poi decorato con una medaglia d'argento al valor militare.
Il 21 dicembre 1940 è assegnato come seniore all'83º battaglione CCNN d'assalto, impegnato nel fronte greco-albanese, di cui assunse il comando. All'alba del 24 il battaglione fu schierato a Maj Skutarait per tentare un colpo di mano contro i reparti greci. L'azione all'alba non riesce come il tentativo successivo nel pomeriggio a causa dell'alto volume di fuoco sviluppato dai difensori. Il battaglione ha cinque caduti. Il 26 dicembre i greci passano all'offensiva occupando varie posizioni arrivando a circondare il monastero di Maj Skutarait dove si trova il comando del battaglione CCNN. Gaddi e il centurione Elia Caldirola guidano il contrattacco che permette al comando di spezzare l'assedio e riparare in posizione arretrata. Un nuovo attacco greco si sviluppa il 30 dicembre ed investe le posizioni dell'83º battaglione CCNN riuscendo a conquistare alcune pozioni. Le camicie nere contrattaccano l'avversario alla baionetta riuscendo a riprendere le posizioni. Nell'assalto il seniore Gaddi rimane gravemente ferito tanto da dover cedere il comando al centurione Caldirola.
Gaddi fu decorato con medaglia d'argento al valor militare.
Dopo l'occupazione della Jugoslavia, assunse il comando del 170º Battaglione CCNN Squadristi "Vespri" composto da due compagnie di volontari dell'Italia del sud. Con l'insorgere delle prime formazioni partigiane jugoslave il battaglione, inquadrato nel raggruppamento Battaglioni Squadristi "Dalmazia", fu inviato in Dalmazia con compiti di controguerriglia.
Promosso Primo seniore (tenente colonnello), dopo l'8 settembre 1943 aderì alla Repubblica Sociale Italiana diventando comandante di quello che restava, dopo l'armistizio, della 44ª Legione CC.NN. Ordinaria "Pasubio" di Schio. Considerato un membro dell'ala più intransigente del fascismo nel 1944 fu chiamato in qualità di giudice a far parte del Tribunale speciale straordinario di Verona che doveva giudicare gli ex gerarchi fascisti (Ciano, De Bono, Marinelli, Gottardi, Pareschi e Cianetti) che avevano votato il 25 luglio 1943 l'ordine del giorno Grandi che fece cadere il regime fascista. Preannunciando il proprio voto favorevole alla pena capitale per gli imputati disse: "Se io, un semplice tenente colonnello, ho capito, potevano certo capire anche loro".
A partire dal 12 febbraio 1944 divenne comandante della 42 legione GNR di Vicenza e successivamente comandante provinciale dello stesso corpo. In questa veste partecipò a vari rastrellamenti e tribunali di guerra a Crespadoro, Asiago e Chiampo. A causa degli insuccessi nella lotta contro la Resistenza venne trasferito al Quartier generale di Milano nel luglio 1944. Arrestato dopo la fine del conflitto fruì dell'Amnistia Togliatti.
Morì a Milano nel 1978 con il grado di generale.